# 筑紫大道
筑紫大道 （つくしおおみち）は、日本の中世における山陽道。元寇に備えて、博多湾岸の石築地（いしついじ）とともに設置された軍用道路。筑紫大道は、京都六波羅探題から博多まで約600kmに及んだと考えられている。
法隆寺にある『法隆寺領斑鳩荘絵図』（1329年（嘉暦4年）、斑鳩荘（鵤荘）は播磨国に所在）によれば、斑鳩荘は北から一条・二条と区画されており、現行の国道179号の一部に比定されるように、十条と十一条の間に朱色で東西に走る太い線が引かれ、「筑紫大道」「大道」と記されている。1983年、太子・龍野バイパス道路の工事に先駆けた発掘調査で、表土を百mにわたって掘りおこしたところ、数十cm下から約6メートル幅の道路敷きが発見された。砂と土に大小河原石を混ぜて突き固めた構造で、両側に40－60cmの側溝が設置されていた。文永の役では、元の来襲が六波羅探題に届くのに10日要したが、弘安の役では6日と短縮されている。このことから、この間に急造されたと推測されている。
また、京都と博多を結ぶ筑紫大道は、都の文化、宋の文化の流入伝来に大きな影響を与えたとされている。